# Carl Boqvist
Carl Boqvist född 21 december 1879 i Frykerud Värmland, död 1901, var en svensk konstnär.
Han är son till köpmannen Carl Emil Boqvist och Annette Boqvist. Under uppväxtåren bodde familjen i Kristiania och han fick sin första konstnärliga utbildning där. Han fortsatte sedan studierna för Nils Kreuger i Köpenhamn.
Boqvist är representerad vid Värmlands museum med porträttet Mormor från 1896.